# Katjaltba
Katjaltba (georgiska: ქაჩალტბა) är en sjö i Georgien. Den ligger i den östra delen av landet, i regionen Kachetien. Katjaltba ligger 796 meter över havet.